# Teatro romano de Palmira
El Teatro de Palmira (en árabe:المسرح الروماني بتدمر) es un teatro romano en la antigua Palmira, en el desierto de Siria. El teatro inconcluso se remonta a la época del siglo II después de Cristo. Los restos del teatro han sido restaurados y sirve como un lugar para el festival anual de Palmira.
El teatro fue construido en el centro de una plaza porticada semicircular que se abre a la puerta sur de Palmira. La plaza de 82 por 104 metros (269 por 341 pies) se encuentra al suroeste de la principal calle de columnas.

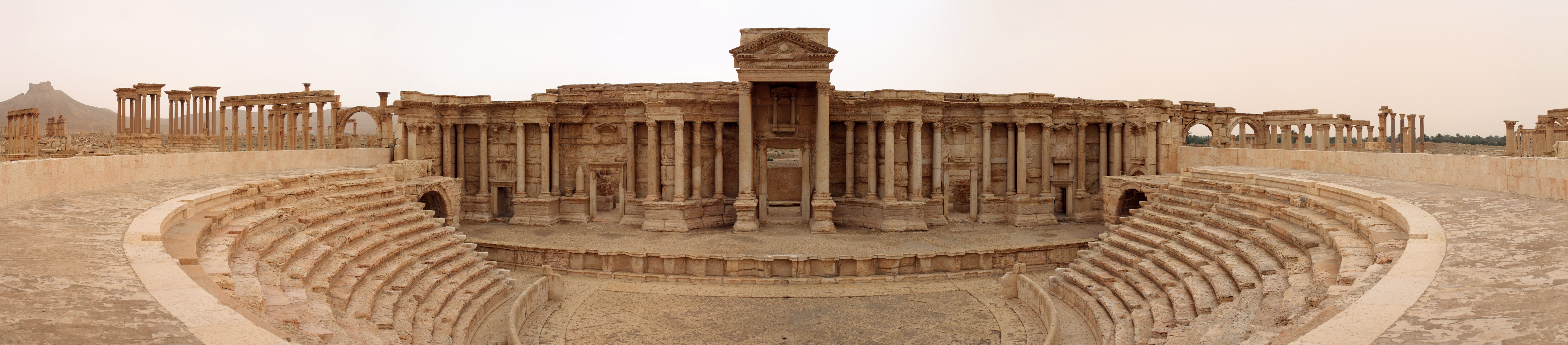
Vista panorámica desde la cávea.